# 室鲁
萧室鲁，又作实鲁、实六，是辽太祖耶律阿保机淳钦皇后述律平的同母兄弟，为辽代后族中的重要人物之一。

## 生平考证
据《辽史》记载，室鲁为淳钦皇后之弟，娶辽太祖之女耶律质古为妻。但经乌拉熙春等现代学者考证，室鲁实为淳钦皇后同母异父之兄，是耶律撒剌的之妹（辽太祖之姑）与前夫拔里氏谐里郎君之子，与萧敌鲁为同胞兄弟。同时，其妻并非辽太祖之女质古，而应为辽太祖之妹余卢睹姑。
室鲁的身世在学界存有颇多争议，有学者便提出室鲁与敌鲁实为同一人。另外，由于室鲁之女萧温为辽太宗靖安皇后，有研究根据《契丹国志》记载“太宗皇后萧氏，涿州人，辽兴节度使萧延思之女也”主张萧室鲁即萧延思。但也有学者持反对意见，认为辽太宗可能有两任皇后，《契丹国志》所载太宗皇后并非靖安皇后。
此外，李宇峰、袁海波、魏奎阁等学者则认为室鲁即《辽史·太祖纪》所载的北宰相萧辖剌，也即《辽史》中有传的北府宰相萧痕笃。但乌拉熙春、都兴智等则根据契丹文墓志的研究认为此说不确。同时，乌拉熙春在研究《夺里懒太山将军妻永清郡主二人之墓志》后主张萧翰（《辽史》记载为敌鲁之子）本为室鲁异父兄弟阿古只之子，后过继给室鲁为子。